# زمبرتا

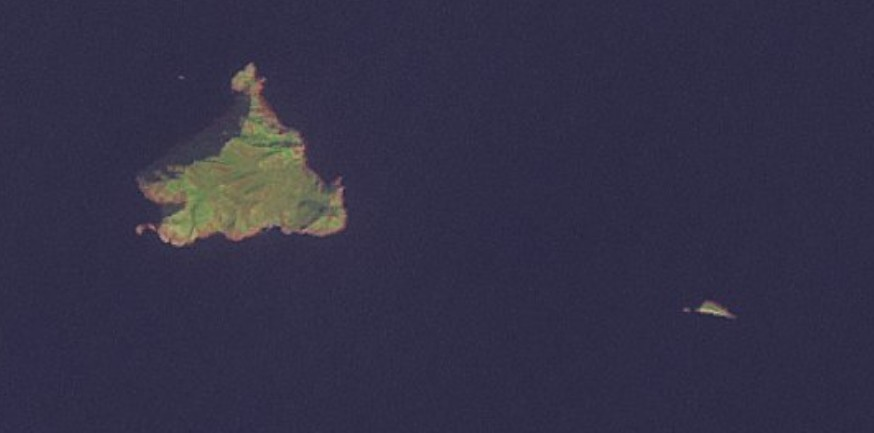
صورة فضائية لأرخبيل زمبرة: زمبرتا (على اليمين) والجامور الكبير (على اليسار)

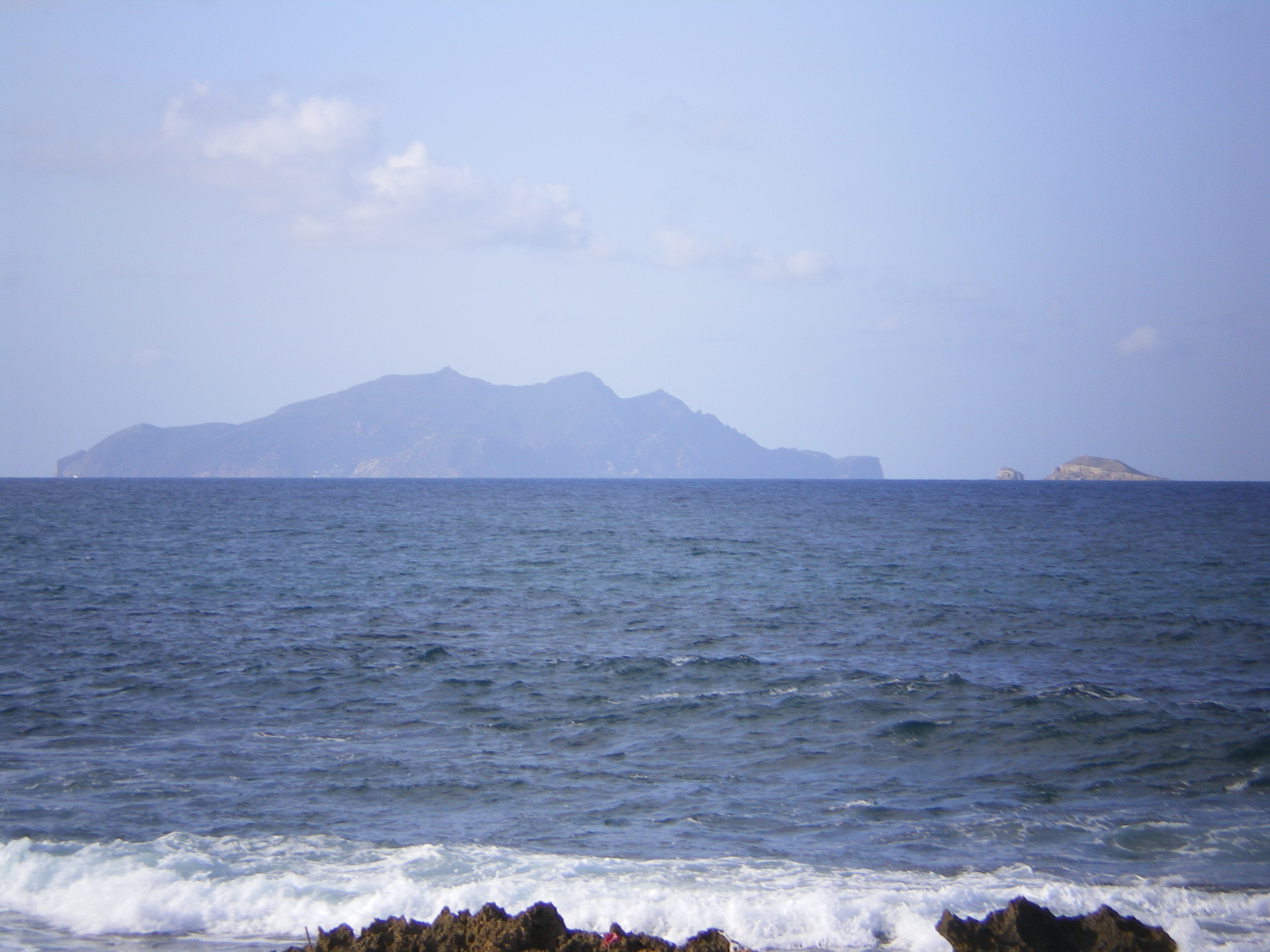
أرخبيل زمبرة كما يظهر من الهوارية: الجامور الصغير (على اليمين) والجامور الكبير (على اليسار)

زمبرِتّا أو الجامور الصغير هي جزيرة تابعة لأرخبيل زمبرة أو الجامور ، تقع في خليج تونس، جنوب شرقي جزيرة الجامور الكبير. وتبلغ مساحتها 10 هكتارات فقط، ويبلغ أقصى ارتفاعها 53 مترا.

## جغرافيا
| زِمبرِتّا |